# Парцеляція (синтаксис)
Парцеля́ція (фр. parcelle — частина) — стилістична фігура, в якій частини єдиного речення інтонаційно розмежовуються як самостійні речення (на письмі — розділовими знаками кінця речення, зазвичай крапкою). Наприклад:
Навкіл вибухнув реготом. А наречена — букетом троянд. Яким вона розмахнулася, ляснувши двічі свого обранця об лице.— Б. Жолдак

## Історія дослідження
Дослідження мовленнєвого членування речення започаткував у 30—40-х роках XX століття чеський лінгвіст В. Матезіус, який став розрізняти статичний (конструктивний) та динамічний (функціональний) аспекти речення. Швейцарський лінгвіст Ш. Баллі описав виділення частини речення в самостійну одиницю і назвав це явище дислокацією.
У російському мовознавстві відокремлені компоненти речення спочатку вважали неповними реченнями (О.М. Пєшковський, О.О. Шахматов). Згодом членування цілісної структури речення на кілька інтонаційно-смислових частин стали позначати терміном приєднання, уведеним у науковий обіг завдяки роботам радянських лінгвістів Л.В. Щерби, В.В. Виноградова і С.Є. Крючкова, у яких сформульовано основні ознаки приєднання як особливого виду синтаксичного зв’язку, відмінного від здавна відомих сурядного і підрядного.
У сучасному значенні термін парцеляція вперше використав О. Ф. Єфремов у праці «Язык Н.Г. Чернишевского» (Ефремов А. Ф., 1951). Під парцеляцією він розумів такий прийом, що «начебто розламує речення на частини, перетворюючи їх у еквіваленти самостійних речень, деформуючи структуру речення своєрідною розставою розділових знаків, що порушує загальноприйняті правила».
Українські дослідники активно почали вивчати членування єдиної граматичної структури на частини з 60-х років XX століття і розглядали відділені компоненти як приєднувальні конструкції (І.Г. Чередниченко, М.У. Каранська) чи різновид приєднувальних конструкцій і для їх називання пропонували терміни приєднувально-видільні речення (І.З. Петличний), видільні речення (П.С. Дудик, П.П. Коструба).
У середині 60-х років парцеляція ототожнювалась із приєднанням (Валгіна Н.С., Реферовська Е.А., Гак В.Г.), або ж розглядалася як частина широко розвинутої системи приєднання (Турсунов Б., Платонова М.А.).
У 80-90-ті роки утвердилася точка зору, що парцеляція та приєднання — різні синтаксичні явища, основані на дії принципово відмінних механізмів побудови мовлення (Суровенкова Л.С., Вильчицька Е.А.).
У працях британських та американських мовознавців парцеляція трактується як ненормативне явище, для опису парцеляції використовується термін sentence fragment ‘реченнєва частина’,, іноді в тому ж значенні невірно вживається термін fragmentary sentence ‘фрагментарне речення’ — контекстно-залежне неповне речення, наприклад, відповідь на питання одним словом.
У франкомовній науці є небагато робіт, спеціально присвячених теорії парцеляції. Ж. Антуан пише про те, що французька мова, прагнучи простоти і невимушеності, шукає нові форми літературного висловлення, які базуються на систематичне введення елементів розмовної мови. Одною із таких «нових форм» є те явище, під яким ми розуміємо парцельовану конструкцію (Antoine G., 1965). Марсель Коен указав на факт самостійного функціонування синтаксично залежних членів речення, відзначивши їх недавнє походження (Cohen M., 1973). Автор використав нові поняття parcelles та style parcellaire.
У роботах науковців пострадянських країн кінця XX — початку XXI ст. явища приєднання і парцеляції розмежовуються послідовно.

## Визначення
Парцеляцію можна визначити як сильне (смислове і формальне) відокремлення слів, словосполучень, речень, позначуване у тексті крапкою, знаком оклику або питання, це спосіб мовного представлення єдиної синтаксичної структури — речення кількома комунікативно самостійними одиницями — фразами, напр. «Звичайна механічна робота, яка потребує терплячості. Як і кожен експеримент» (П. Загребельний), порівняйте з нейтральним представленням: «Звичайна механічна робота, яка потребує терплячості, як і кожен експеримент».
Мовна парцеляція синтаксичної структури здійснюється за допомоги інтонації, у письмовому тексті — її графічними показниками — розділовими знаками. Фактично явище парцеляції полягає у виділенні відрізка речення в окрему самостійну частину, яка, однак, не пориває семантичного і структурного зв’язку з реченням.
Парцельована конструкція складається із основного висловлювання (базової частини) і одного або кількох парцелятів. Парцелят — частина конструкції, що утворюється внаслідок розчленовування речення і залежить (граматично і семантично) від попереднього контексту.
Основне висловлення завжди виступає як самостійне речення, парцеляти знаходяться у повній залежності від основного висловлення, як за змістом, так і за синтаксичною функцією. Парцелят носить характер додаткового повідомлення, яке вточнює чи розвиває основне висловлення. Стилістичний акцент зосереджується саме на парцеляті.
Парцеляція виникає в усному розмовному мовленні, є нормою літературної мови й активно поширюється у різних її стилях, зберігаючи при цьому розмовну специфіку.
Парцеляція як особлива форма представлення речення у тексті потенційно можлива, а в деяких випадках і необхідна в усіх мовах, що дозволяє вважати її мовною універсалією. Це явище чітко виявляє відносну незалежність формально-структурного та інтонаційно-смислового аспектів організації мовлення, асиметрію мовних і мовленнєвих (текстових) одиниць.
Поряд із терміном парцеляція раніше також використовувалися у тому самому значенні терміни: сегментація (Ш. Баллі, О.О. Реферовська, Н.О. Шигаревська), сепаратизація (О.О. Андрієвська), приєднувальні конструкції (В.Г. Гак, О.О. Реферовська), ізоляція (Є.Г. Ризель, Є.І. Шендельс), приєднання (О.В. Колесніков), відкриті (зсунуті) конструкції (В.В. Виноградов), комунікативні структури з додатковою рематизацією семантико-синтаксичних конструкцій (Л.П. Чахоян) та інші.

### Парцелювання
Парцелювання — це членування єдиної реченнєвої структури на окремі компоненти з метою наголошення тієї чи іншої інформації, її актуалізації і виділення, надання самостійного статусу у загальній компонентній структурі, тобто процес застосування парцеляції.
У складнопідрядному реченні парцелювання зумовлюється наявністю в головній та підрядній частинах "семантичного ядра", яке уможливлює існування підрядного речення окремо від головного

### Базова частина
Основне висловлювання парцельованої конструкції (базову частину) також називають: базова структура, базова конструкція, стрижнева конструкція, вихідне речення, опорне речення, структурно основне речення.

### Парцелят
Парцелят — це частина парцельованої конструкції, відокремлена від базової частини і залежна від неї синтаксично та семантично.
Парцельовані сегменти можуть: зазнавати інверсії, знаходитися як у контактній, так і в дистактній позиції відносно базової частини речення або інших, формально і семантично пов’язаних з ними парцелятів.
Парцеляти не тільки інформаційно насичені, вони стилістично значущі, оскільки концентрують інформаційно насичене тло і видозмінюють структурацію тексту, посилюючи звучання окремих частин.
Загнітко А. П. класифікує парцеляти за типом парцельованої одиниці:
1. парцельована підрядна частина;
2. парцельовані декілька підрядних частин, об’єднаних в межах однієї конструкції;
3. парцельований член речення.

Синонімами до терміну парцелят є терміни парцельований сегмент, парцельований компонент, парцельоване речення.

## Стилістичні функції
Парцеляція є експресивним явищем усної мови і виникає в безпосередньому живому спілкуванні внаслідок неможливості наперед продумати усі слова у висловлюванні, отже у процесі говоріння виникає потреба інтонаційно виділити окремі одиниці, розширити й уточнити їх допоміжною інформацією. У художній мові парцеляція перш за все використовується для створення стилістичних ефектів живомовності, невимушеності, спонтанності спілкування.
Парцельовані конструкції виконують у тексті змістопідсилювальну і ритмомелодійну функції. Парцелят набуває комунікативної самостійності й тим привертає до себе увагу читача, ніби «випадаючи» з рівного ритму. Парцеляція є яскравим в емоційному плані засобом увиразнення, виділення думки, бо до об’єктивної інформації, закладеної в структурі речення, додається авторська оцінка.
Видільна функція парцеляції є основною (постійною), бо відтворюється за умови будь-якої текстової реалізації парцельованого речення. Крім емоційно-видільної пропонують виділяти зображальну, експресивно-граматичну та характерологічну функції парцеляції в художніх текстах (О. Сковородников). Остання активізується в прозовому мовленні, на відміну від усіх інших, які є продуктивними як у прозових, так і в поетичних текстах.
Мацько Л. І. та Мацько О. М. зазначають, що парцеляція використовується:
1. В описах для зображення обставин дії, актуалізації окремих деталей: А там ячмінь хилиться й тче… тче з тонких вусів зелений серпанок. Йду далі. Все тче. Хвилює серпанок.— М. Коцюбинський «Intermezzo»
2. Для передачі емоційно-психічного стану персонажа: Я утомився, бо життя безупинно і невблаганно іде на мене, як хвиля на берег. Не тільки власне, а й чуже.— М. Коцюбинський Парцеляція характерна для внутрішніх монологів, які сприймаються як одна цілісна надфразна синтаксична єдність, для функціонального типу текстів-роздумів: Біжіть, коні мої, по рідній дорозі. Несіть мене під стріху батька. Звідти я вийшов у світ, звідти почну роботу.— У. Самчук
3. Для конкретизації змісту базової частини вислову: Кує зозуля. Б’є молоточком у кришталевий великий дзвін — ку-ку! ку-ку! — і сіє тишу по травах.— М. Коцюбинський
4. Для ритмізації прози, створення в читача ефекту «присутності», безпосередності відчуттів, на які зорієнтоване зображення: Спустів степ. Скінчився концерт житніх струн, сталевих смичків. Де-не-де чорніє мережання ріль. Виприсне, тихо стане. Тихо, жовто й сумно...— А. Головко

Одиничні парцеляти можуть:
1. конкретизувати зміст базової частини: «Але ми так і не довідалися цього разу: що ж він вимагатиме. Бо Шляхтич спокійно заперечив Держикраєві» (П. Загребельний)
2. виконувати функцію підтвердження думки структурно основного речення, яке ставить певне питання, певну проблему, ставить так, що необхідне підтвердження, напр.: «— Як поважчали твої коси. — Бо випала роса» (М. Стельмах). У відокремленому реченні іноді поєднуються стилістичні функції підтвердження і конкретизації. «А як же інакше, коли таке робиться... Коли вже стільки невернеться з війни, і коли завдовіли села» (М. Стельмах).
3. підсилювати вагу висловлення, використовуючи синоніми до слів в основній частині: «Виходить, десь на шляху виникла прірва. Безодня» (Н. Рибак)

Кілька однорідних парцелятів, виконують функцію нагнітання: «Бо хто трьох мужів порятував од смерті в часи імператора Костянтина, хто Агрикового сина за мить єдину перекинув з сарацинської землі в рідну, хто з дна моря підняв чоловіка й опустив його у хлівину його власну, хто содіяв багаточисленні чудеса, що їх полічити не сила?» (П. Загребельний).
Кілька парцельованих речень різного типу можуть характеризуватися кількома стилістичними функціями, які виступають нерозмежовано. Розрізнення функцій можливе при наявності парцелятів різних типів, напр.: «— Море! Гниле, непроходиме море. Безкраї трясовини, твань, багнища...» (О. Гончар). Перше парцельоване речення «Гниле, непроходиме море» — виконує функцію уточнення, а друге — функцію конкретизації.
За частотністю та своєрідністю розчленування речень у сучасній поезії можна відчути творчу манеру автора. Так, у Л. Костенко, наприклад, рідко зустрічається вірш без парцеляції.

### Нетипове використання
Для парцеляції характерна семантична залежність парцеляту від базової конструкції, але іноді штучно членують прості речення, «розриваючи» головні і другорядні члени або навіть підмет і присудок:
Біля дверей. Стояла вона.— Б. Жолдак
Це був. Не сон.— Б. Жолдак
Брешете. Я. Не. Кричала! — нарешті втамувала вона ридання.— Б. Жолдак
Н. Кондратенко вважає фрагментацію такого типу проявами синтаксичної деструкції: кожен фрагмент є не лише семантично залежною, несамостійною фразою, а й граматично, внаслідок чого порушується текстова тканина згідно з інтенцією автора.
В. Набоков у романі «Лоліта» використовує парцеляцію не на рівні речення, а у слові:
Лоліта, світло мого життя, вогонь моїх чересел. Гріх мій, душа моя. Ло-лі-та: кінчик язика виконує шлях у три сходинки з піднебіння вниз, щоб на третьому штовхнутися в зуби. Ло. Лі. Та.— В. Набоков
Радянський дослідник Квятковський А. П. виділяє т.зв. скла́дову парцеляцію, наводячи прикладом цитату із Д. Хармса:
(рос.)А вы знаете, что у,
А вы знаете, что па,
А вы знаете, что пы,
Что у папы моего
Было сорок сыновей.— Д. Хармс

## Типи парцельованих конструкцій
Основні типи парцельованих конструкцій:
- Контактні та дистантні, наприклад: :Застудились в новій хаті. Бо спали на ще глиняній долівці. Великій, ще тільки всередині побіляній.[26].

Перший парцелят «Бо спали...» — контактний відносно базової структури, другий — «Великій...» — дистантний. Для українських поетичних текстів другої половини ХХ століття характерним є, як правило, контактне розміщення виокремлених компонентів.
- Одночленні та багаточленні, тобто конструкції з одним парцелятом, або більше ніж з одним.
- З парцелятом у вакантній та дублюючій позиції. На можливості парцеляції будь-якого члена речення суттєво впливає його позиція, яка може бути вакантною (за відсутності однорідних членів речення) або дублюючою (за їх наявності). Для українського поетичного мовлення характерне розміщення відчленованих головних членів речення в дублюючій позиції: Я знову зводжу зір. І бачу в дзеркалі все ту ж кімнату (І. Жиленко). Другорядні ж члени активно парцелюються в різних позиціях: І уперше я пожалів, що живу не в казковім віці, де все просто. Для королів (І. Жиленко).[19]
- З парцелятом, приєднаним на основі підрядного та сурядного зв’язку.

## Подібні явища
Через формальну близькість часто помилково ідентифікуються як парцеляція при текстовому аналізі наступні синтаксичні явища: приєднання, сегментація, еліпсис, реченнєві еквіваленти, перерване речення та конструкції з повтором.
Характерною ознакою парцеляції, що відрізняє її від інших фрагментованих конструкцій, є нерівноправність компонентів: парцелят підпорядкований стрижневій конструкції і зберігає відповідну граматичну залежність, властиву непарцельованим реченням.

### Приєднання
Основна стаття: Приєднання (мовознавство)
Парцеляції та приєднання (приєднування) подібні двокомпонентним складом та інтонаційною розірваністю реченнєвого цілого, що має відповідну графічну фіксацію та експресивно зумовлену паузу, але Приєднання — явище статичного аспекту речення. Суть приєднання як синтаксичної категорії полягає в додаванні до речення якогось компонента — члена речення або предикативної одиниці за допомогою спеціальних сполучників, сполучних слів та ін.: та й, та ще, та до того, та на додаток, ще й, а також, і ще, і до того, і притому, і причому, і навіть, і крім того, і також, і до речі, зокрема, наприклад, головним чином тощо.
Приєднання є способом побудови висловлювання.
Парцеляція ж — явище динамічного аспекту речення, стилістичний прийом, що полягає у виділенні частини висловлювання (речення) в самостійне висловлювання, подачі речення у вигляді двох або декількох фраз. Звичайно мовець ставить собі за мету експресивно виділити парцелят.
Суть парцеляції як явища динамічного аспекту полягає в неможливості збігу кордонів речення як статичної і динамічної структури (це обумовлене функціональною перспективою мовлення), приєднання ж не вимагає комунікативного виділення частин статичної структури.
Парцелят має двосторонню граматичну залежність, приєднувальний комплекс — односторонню. Парцелят виступає як член простого речення або предикативна частина складного речення, а приєднаний елемент — це складова частина приєднувальної конструкції. Парцелят, будучи інтонаційно та комунікативно виділеним, все ж не набуває повної самостійності, а залишається у функції члена базового речення.

### Сегментація
Основна стаття: Сегментація (синтаксис)
Сегментацію як різновид фрагментації тексту можна протиставити парцеляції в плані концентрації головної інформації: при парцеляції семантично навантаженим є стрижневий компонент, а не фрагмент (парцелят), а при сегментації семантично вагомішою є сегментована частина, що містить тему повідомлення.
Це дає підстави вважати сегментами синтаксичні конструкції, що традиційно визначають, як «називний теми»: 
Ім’я. Воно, безперечно, було йому знайоме.— Л. Дереш
 Також сегментовані конструкції можуть набувати іншого вигляду, коли частина додаткового характеру, що тлумачить відокремлений фрагмент, не містить жодних показників семантичного зв’язку із сегментом, наприклад: 
Анекдот. Про жіночу впертість.— В. Єшкілєв
 Сегментація привертає увагу саме до виділеного фрагмента.

### Еліпсис
Основна стаття: Еліпсис
Більшість парцелятів подібні до еліптичних речень відсутністю дієслів-присудків у особово-часовій формі, їх відмінність — різні можливості щодо поєднання з попередніми реченнями. Якщо парцелят легко входить до структури своєї базової частини (яка майже завжди у препозиції до нього), перетворюючись у поєднанні з нею в парцельовану структуру, то еліптичне речення ніколи не зливається зі своєю базовою конструкцією в реченнєву єдність, а залишається одним з двох самостійних речень, хоча часто саме завдяки попередній конструкції доповнюється його зміст, перетворюючи його на умовно закінчену структуру. Також парцеляція та еліпсис розрізняються і в семантичному плані: парцеляція маркує змістовно найсуттєвіші елементи, а еліпсис — здебільшого ті, без яких речення може обійтись.

### Еквівалент речення
Парцельовані конструкції і еквіваленти речення розрізняються здатністю перших і нездатністю других вливатися в попередню текстову структуру, утворюючи разом з нею повноцінне речення.

## Приклади парцеляції в українській літературі
Як умру, то поховайте
Мене на могилі,
Серед степу широкого,
На Вкраїні милій. 

Щоб лани широкополі,
І Дніпро, і кручі
Було видно, було чути,
Як реве ревучий.— Т. Шевченко
Відносно перших двох строф «Заповіту» Т. Шевченка А. Загнітко пише: «Частина „Щоб лани широкополі... реве ревучий“ шляхом парцеляції оформлена в окрему строфу.
Інші приклади в українській літературі:
Так заломитись – горлом гострим та йти до смертного одра прирідненим. Аби смертельно, голіруч грузнути в пітьму— В. Стус
Романтичні замки будуємо з диму. І димом розвіюємось.— І. Драч
Дві паралелі, два меридіани — І от квадрат. Живи. Твори. Вмирай.— Є. Плужник
Люблю тебе. Боюсь тебе. Дивлюсь Високим срібним поглядом на тебе.— М. Вінграновський
Андрій почав гребти швидше і зліше. Проте весло не грало у воді й не трудило рук…— Тютюнник Г.
Все зарябіло, як газетні шпальти. Бетон, гудрон і пляжна пастораль.— Л. Костенко
Дзиґарі в столовій пробили другу. Голосно. Різко— М. Коцюбинський
Пустіть мене в просмолене дитинство. Бо кожну ніч порипують бори і ладаном мені живиця пахне, і дерева, як тіні предковічні, мене до себе кличуть і зовуть— О. Довженко
П’ю за нашу осінню дружбу. І за кави гіркий нектар. За веселу твою байдужість до моїх поетичних чар.— І. Жиленко
Од його ми народ дотепний. Веселий. Мудрий.— Остап Вишня
Модні сім’ї «полігамні». Ніби гареми. Кочуючі. Естафетні.— Євген Дудар